# Synagoge (Ledeč nad Sázavou)

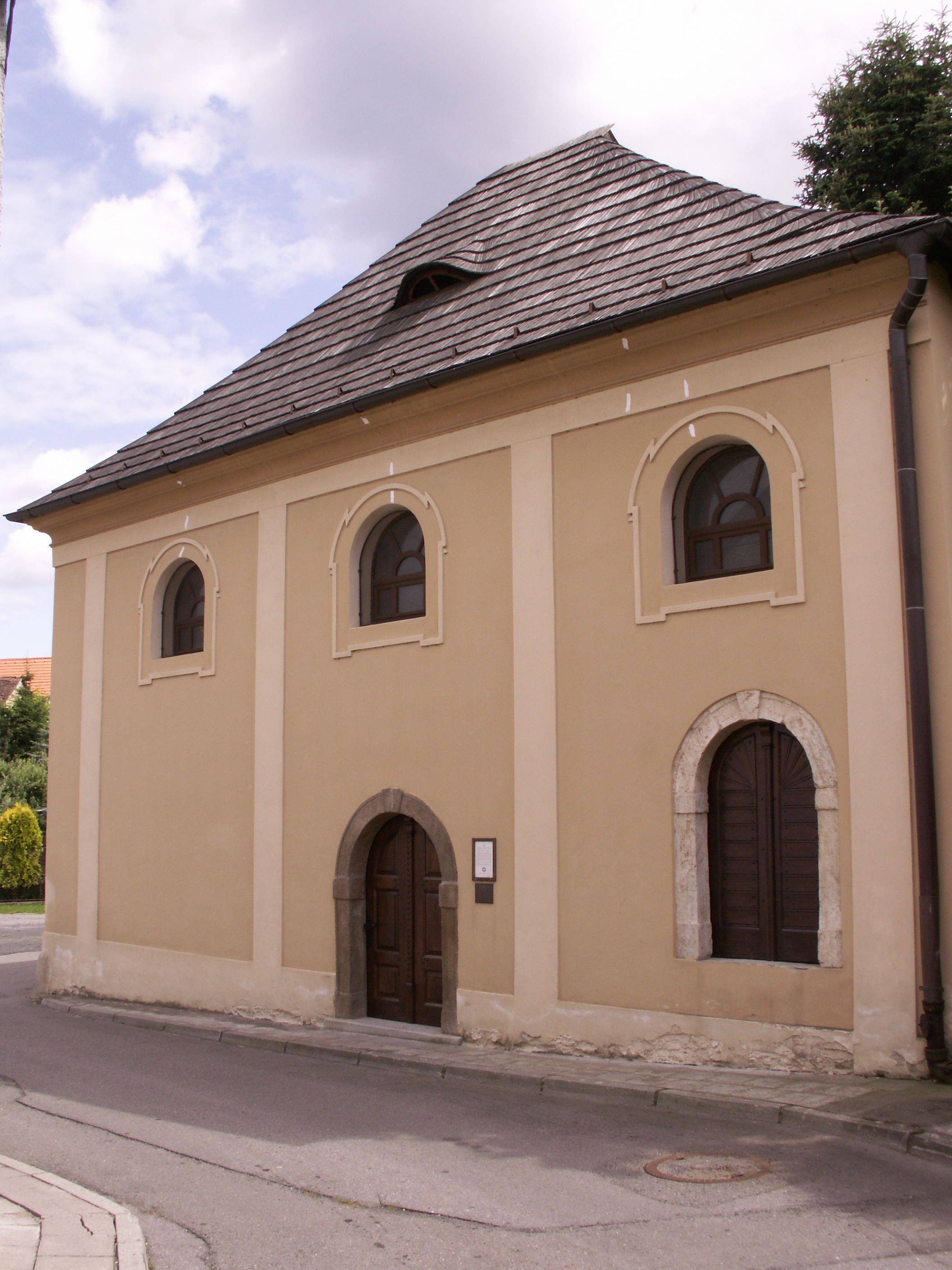
Synagoge in Ledeč nad Sázavou

Die Synagoge in Ledeč nad Sázavou (deutsch Ledetsch), einer Stadt im tschechischen Okres Havlíčkův Brod der Region Kraj Vysočina, wurde um 1740 erbaut. Die profanierte Synagoge ist seit 1991 ein geschütztes Kulturdenkmal.
Das im Stil des Barocks errichtete Gebäude ist mit Stuck und Malereien ausgeschmückt. Nach einem Brand wurde die Synagoge im klassizistischen Stil wiederhergestellt.
In der ehemaligen Synagoge finden kulturelle Veranstaltungen statt. Ebenso ist eine Ausstellung über die Geschichte der Juden in Ledetsch zu sehen.